# Велика награда Аустралије 2008.
Велика награда Аустралије 2008. године је била трка у светском шампионату Формуле 1 2008. године која се одржала на аутомобилској стази у Мелбурну, 16. марта 2008. године.
Победник је био Луис Хамилтон, другопласирани Ник Хајдфелд, док је трку као трећепласирани завршио Нико Розберг.